# 国道434号
国道434号（こくどう434ごう）は、山口県周南市から広島県三次市に至る一般国道である。

## 概要
山口県南東部の瀬戸内海に面する周南市を起点に、中国地方の山間部を縦断して山口・広島県境の松の木峠を越えて、広島県北部の三次市を終点とする延長約170 kmの一般国道の路線である。路線の多くの区間は、他の一般国道との重用区間になっており、実延長部分である単独区間は山口県周南市須々万本郷から広島県廿日市市飯山までと同県山県郡安芸太田町内のごく一部の区間であり、その延長は総延長の約3分の1ほどである。
周南市街地から国道315号と重複し、須々万地区の中心部を抜けて、菅野ダム（菅野湖）をわたった後にダムの堰堤上を再度わたって、錦川に沿って進む。岩国市錦町広瀬を抜けて、いったん国道187号と重なって今度は錦川の支流である宇佐川に沿って進む。雙津峡温泉・寂地峡を抜けて松の木峠を越えると広島県廿日市市飯山に至る。ここで国道186号と重複して同県安芸太田町加計に至る。旧加計町の中心市街地を単独区間として通過し，その東端で南から北上してきた国道433号と重複して終点の三次市に至る。
未整備区間も多いが、全線で普通車での通行は可能。周南市須金地区から岩国市錦町広瀬の間は平瀬ダムの建設に伴いバイパス（付替道路）が建設中である。

### 路線データ
一般国道の路線を指定する政令に基づく起終点および重要な経過地は次のとおり。
- 起点：徳山市[注釈 2]（三田川交差点 = 国道2号交点、国道315号起点、山口県道52号徳山港線終点）
- 終点：三次市（巴橋東詰交差点 = 国道375号・広島県道39号三次高野線上、国道433号終点）
- 重要な経由地：山口県玖珂郡錦町[注釈 3]、広島県佐伯郡佐伯町[注釈 4]、同郡吉和村[注釈 4]、同県山県郡戸河内町[注釈 5]、同郡加計町[注釈 5]、同郡千代田町[注釈 6]、同県双三郡作木村[注釈 7]
- 総延長 : 170.0 km（広島県 112.8 km、山口県 57.1 km）重用延長を含む。[3][注釈 8]
- 重用延長 : 112.5 km（広島県 110.5 km、山口県 2.0 km）[3][注釈 8]
- 未供用延長 : なし[3][注釈 8]
- 実延長 : 57.4 km（広島県 2.3 km、山口県 55.2 km）[3][注釈 8]
  - 現道 : 57.4 km（広島県 2.3 km、山口県 55.2 km）[3][注釈 8]
  - 旧道 : なし[3][注釈 8]
  - 新道 : なし[3][注釈 8]
- 指定区間：国道54号と重複する区間（広島県三次市・日山橋東詰交差点 - 尾関大橋北詰交差点）[4]

## 歴史
- 1982年（昭和57年）4月1日 - 一般国道434号指定。
- 2025年（令和7年）3月29日 - 須川バイパスの一部区間（山口県岩国市錦町宇佐、1.4 km）開通により、須川バイパス（11.3 km）が全線開通[5][6]。

## 路線状況
未改良の整備状態が悪い、いわゆる「酷道」とよばれる区間の多くは、国道433号との重複区間にあり、単独区間内では山口・広島県境の松の木峠の山口県側に限られる。松の木峠を境に、単独区間の広島県側は2車線の道路が続いている。一方、山口県側の狭隘道路ではアスファルト舗装の状態が荒れている箇所があったり、路肩も弱いため大型車通行規制がかけられている。

### バイパス
- 山口県
  - 須川バイパス（延長11.3 km[7]）
  - 徳山錦バイパス

### 重複区間
- 国道315号（山口県周南市辻町・三田川交差点（起点） - 周南市大字須々万本郷（すすまほんごう））
- 国道376号（山口県周南市大字須々万本郷）
- 国道187号（山口県岩国市錦町府谷 - 岩国市錦町中ノ瀬・出市交差点）
- 国道186号（広島県廿日市市飯山 - 山県郡安芸太田町大字加計・加計町山崎交差点）
- 国道488号（広島県廿日市市吉和 - 廿日市市吉和・吉和郵便局前交差点）
- 国道191号（広島県山県郡安芸太田町大字上殿・戸河内インター入口交差点 - 山県郡安芸太田町大字加計・加計町山崎交差点）
- 国道433号（広島県山県郡安芸太田町大字加計・加計郵便局前交差点 - 三次市三次町・巴橋東詰交差点（終点））
- 国道261号（広島県山県郡北広島町蔵迫・蔵迫中央交差点 - 山県郡北広島町蔵迫）
- 国道375号（広島県三次市作木町香淀（こうよど） - 三次市三次町・巴橋東詰交差点（終点））
- 国道54号・国道184号（広島県三次市三次町・日山橋東詰交差点 - 三次市三次町・尾関大橋北詰交差点）

### 道路施設

#### 橋梁
- 山口県
  - 栄橋（東川、周南市、国道315号重複区間内）
  - 栄谷大橋（東川、周南市、国道315号重複区間内）
  - 狩人橋（東川、周南市、国道315号重複区間内）
  - 渡瀬橋（周南市）
  - 丸山橋（周南市）
  - 倉谷橋（周南市 - 岩国市）
- 広島県
  - 殿賀大橋（太田川、山県郡安芸太田町、国道186号重複区間内）
  - 滝山川橋（滝山川、山県郡安芸太田町）
  - 中祖橋（山県郡安芸太田町）
  - 鎧橋（丁川、山県郡北広島町、国道433号重複区間内）
  - 式敷（しきじき）大橋（江の川、安芸高田市 - 三次市、国道433号重複区間内）
  - 日山橋（神之瀬川、三好市、国道375号重複区間内）
  - 巴橋（馬洗川、三好市、国道375号重複区間内）

#### トンネル
- 山口県
  - 栄谷隧道：延長262 m、1976年（昭和51年）竣工、周南市（国道315号重複区間内）
  - 杉ヶ峠隧道：延長343 m、1967年（昭和42年）竣工、周南市（国道315号重複区間内）
  - 菅野トンネル：延長215 m、1966年（昭和51年）竣工、周南市
  - 須金トンネル：延長217 m、2002年（平成14年）竣工、周南市
  - 黒瀬トンネル：延長152 m、1996年（平成8年）竣工、周南市
  - 倉谷トンネル：延長416 m、2001年（平成13年）竣工、周南市
  - 高木屋（たかごや）トンネル：延長334 m、2001年（平成13年）竣工、周南市
  - 大和田トンネル：延長707 m、2011年（平成23年）竣工、周南市
  - 平瀬トンネル：延長630 m、2003年（平成15年）竣工、周南市
  - 木谷原トンネル：延長197 m、2000年（平成12年）竣工、周南市
  - 乙女峡トンネル：延長328 ｍ、1994年（平成6年）竣工、岩国市
  - 須川トンネル：延長278 ｍ、1997年（平成9年）竣工、岩国市
  - 高鉢山第一トンネル：延長500 ｍ、2013年（平成25年）竣工、岩国市
  - 宇佐トンネル：延長126 ｍ、2000年（平成12年）竣工、岩国市
- 広島県
  - 栃山トンネル：延長60 m、1977年（昭和52年）竣工、山県郡安芸太田町（国道186号重複区間内）
  - 布原トンネル：延長60 m、1977年（昭和52年）竣工、山県郡安芸太田町（国道186号重複区間内）
  - 鳴瀬清流トンネル：延長829 m[8]、2023年（令和5年）竣工、三好市（国道375号重複区間内）
  - 日下（ひげ）わかあゆトンネル：延長342 m、2005年（平成17年）竣工、三好市（国道375号重複区間内）

#### 道の駅
- 山口県
  - ピュアラインにしき（岩国市錦町府谷、国道187号重複区間内）

### 交通量
24時間交通量（台）　道路交通センサス
| 観測地点     | 平成22（2010）年度 |
| ------------ | ------------------ |
| 廿日市市吉和 | 328                |

（出典：「平成22年度道路交通センサス」（国土交通省ホームページ）より一部データを抜粋して作成）

## 地理
国道434号の最高地点は、標高776 mの松の木峠である。沿道には赤い石州瓦を使った屋根の住宅を見ることができる。

### 通過する自治体
- 山口県
  - 周南市 - 岩国市
- 広島県
  - 廿日市市 - 山県郡安芸太田町 - 山県郡北広島町 - 安芸高田市 - 三次市

### 交差する道路
| 交差する道路                                                                                | 都道府県名 | 市町村名   | 市町村名   | 交差する場所                     | 交差する場所                         |
| ------------------------------------------------------------------------------------------- | ---------- | ---------- | ---------- | -------------------------------- | ------------------------------------ |
| 国道2号 国道315号 重複区間起点 山口県道52号徳山港線                                         | 山口県     | 周南市     | 周南市     | 辻町                             | 三田川交差点 / 起点                  |
| 国道315号 重複区間終点 国道376号 重複区間起点                                               | 山口県     | 周南市     | 周南市     | 大字須々万本郷（すすまほんごう） |                                      |
| 国道376号 重複区間終点 山口県道41号下松鹿野線 重複区間起点                                  | 山口県     | 周南市     | 周南市     | 大字須々万本郷                   |                                      |
| 山口県道41号下松鹿野線 重複区間終点                                                         | 山口県     | 周南市     | 周南市     | 大字須々万奥（すすまおく）       |                                      |
| 山口県道8号徳山光線                                                                         | 山口県     | 周南市     | 周南市     | 中須北                           |                                      |
| 山口県道9号徳山徳地線                                                                       | 山口県     | 周南市     | 周南市     | 大字金峰（みたけ）               |                                      |
| 山口県道69号徳山本郷線                                                                      | 山口県     | 周南市     | 周南市     | 大字須万（すま）                 |                                      |
| 山口県道361号錦鹿野線                                                                       | 山口県     | 岩国市     | 岩国市     | 錦町広瀬                         |                                      |
| 国道187号 重複区間起点                                                                      | 山口県     | 岩国市     | 岩国市     | 錦町府谷（ふのたに）             |                                      |
| 山口県道131号本郷五味線                                                                     | 山口県     | 岩国市     | 岩国市     | 錦町府谷                         |                                      |
| 国道187号 重複区間終点                                                                      | 山口県     | 岩国市     | 岩国市     | 錦町中ノ瀬                       | 出市交差点                           |
| 山口県道・島根県道120号須川吉賀線                                                           | 山口県     | 岩国市     | 岩国市     | 錦町須川                         |                                      |
| 山口県道59号岩国錦線                                                                        | 山口県     | 岩国市     | 岩国市     | 錦町宇佐郷                       |                                      |
| 島根県道・山口県道16号六日市錦線                                                            | 山口県     | 岩国市     | 岩国市     | 錦町宇佐郷                       |                                      |
| 国道186号 重複区間起点                                                                      | 広島県     | 廿日市市   | 廿日市市   | 飯山（いいのやま）               |                                      |
| 広島県道471号所山潮原線                                                                     | 広島県     | 廿日市市   | 廿日市市   | 吉和                             |                                      |
| 国道488号 重複区間起点                                                                      | 広島県     | 廿日市市   | 廿日市市   | 吉和                             |                                      |
| 広島県道296号吉和戸河内線                                                                   | 広島県     | 廿日市市   | 廿日市市   | 吉和                             |                                      |
| 国道488号 重複区間終点                                                                      | 広島県     | 廿日市市   | 廿日市市   | 吉和                             | 吉和郵便局前交差点                   |
| E2A 中国自動車道                                                                            | 広島県     | 廿日市市   | 廿日市市   | 吉和                             | 吉和インター入口交差点 28 吉和IC     |
| 広島県道41号五日市筒賀線                                                                    | 広島県     | 山県郡     | 安芸太田町 | 大字上筒賀                       |                                      |
| 広島県道303号上筒賀津浪線                                                                   | 広島県     | 山県郡     | 安芸太田町 | 大字上筒賀                       |                                      |
| 広島県道304号中筒賀下線                                                                     | 広島県     | 山県郡     | 安芸太田町 | 大字中筒賀                       |                                      |
| E2A 中国自動車道 国道191号 重複区間起点                                                     | 広島県     | 山県郡     | 安芸太田町 | 大字上殿                         | 戸河内インター入口交差点 27 戸河内IC |
| 広島県道304号中筒賀下線 重複区間起点                                                        | 広島県     | 山県郡     | 安芸太田町 | 大字下筒賀                       |                                      |
| 広島県道304号中筒賀下線 重複区間終点                                                        | 広島県     | 山県郡     | 安芸太田町 | 大字下筒賀                       |                                      |
| 国道186号 重複区間終点 国道191号 重複区間終点                                               | 広島県     | 山県郡     | 安芸太田町 | 大字加計                         | 加計町山崎交差点                     |
| 国道433号 重複区間起点 広島県道308号溝口加計線 重複区間起点                                 | 広島県     | 山県郡     | 安芸太田町 | 大字加計                         | 加計郵便局前交差点                   |
| 広島県道308号溝口加計線 重複区間終点                                                        | 広島県     | 山県郡     | 北広島町   | 戸谷                             |                                      |
| 広島県道301号澄合豊平線                                                                     | 広島県     | 山県郡     | 北広島町   | 戸谷                             |                                      |
| 広島県道40号安佐豊平芸北線 重複区間終点                                                     | 広島県     | 山県郡     | 北広島町   | 戸谷                             |                                      |
| 広島県道313号烏帽子中原線                                                                   | 広島県     | 山県郡     | 北広島町   | 中原                             |                                      |
| 広島県道40号安佐豊平芸北線 重複区間終点                                                     | 広島県     | 山県郡     | 北広島町   | 志路原（しじはら）               |                                      |
| 広島県道312号志路原大朝線                                                                   | 広島県     | 山県郡     | 北広島町   | 志路原                           |                                      |
| 広島県道315号下石八重線                                                                     | 広島県     | 山県郡     | 北広島町   | 下石                             |                                      |
| 国道261号 重複区間起点                                                                      | 広島県     | 山県郡     | 北広島町   | 蔵迫                             | 蔵迫中央交差点                       |
| 国道261号 重複区間終点                                                                      | 広島県     | 山県郡     | 北広島町   | 蔵迫                             |                                      |
| 広島県道311号新庄千代田線                                                                   | 広島県     | 山県郡     | 北広島町   | 川戸                             |                                      |
| 広島県道69号千代田八千代線                                                                  | 広島県     | 山県郡     | 北広島町   | 惣森                             |                                      |
| 広島県道・島根県道6号吉田邑南線 重複区間起点                                                | 広島県     | 安芸高田市 | 安芸高田市 | 美土里町生田                     |                                      |
| 広島県道・島根県道6号吉田邑南線 重複区間終点                                                | 広島県     | 安芸高田市 | 安芸高田市 | 美土里町北                       |                                      |
| 広島県道323号中北川根線                                                                     | 広島県     | 安芸高田市 | 安芸高田市 | 美土里町北                       |                                      |
| 広島県道179号下北甲田線                                                                     | 広島県     | 安芸高田市 | 安芸高田市 | 高宮町来女木（くるめぎ）         |                                      |
| 広島県道・島根県道4号甲田作木線 重複区間起点                                                | 広島県     | 安芸高田市 | 安芸高田市 | 高宮町佐々部                     |                                      |
| 広島県道・島根県道4号甲田作木線 重複区間終点 広島県道・島根県道112号三次江津線 重複区間起点 | 広島県     | 安芸高田市 | 安芸高田市 | 高宮町佐々部                     |                                      |
| 国道375号 重複区間起点 広島県道・島根県道112号三次江津線 重複区間終点                       | 広島県     | 三次市     | 三次市     | 作木町香淀（こうよど）           |                                      |
| 国道54号 重複区間起点 国道184号 重複区間終点                                                | 広島県     | 三次市     | 三次市     | 三次町                           | 日山橋東詰交差点                     |
| 国道54号 重複区間終点 国道184号 重複区間終点                                                | 広島県     | 三次市     | 三次市     | 三次町                           | 尾関大橋北詰交差点                   |
| 広島県道39号三次高野線 重複区間起点                                                         | 広島県     | 三次市     | 三次市     | 三次町                           | 太才町交差点                         |
| 広島県道434号和知三次線                                                                     | 広島県     | 三次市     | 三次市     | 三次町                           | 三次中学校入口交差点                 |
| 広島県道・島根県道112号三次江津線                                                           | 広島県     | 三次市     | 三次市     | 三次町                           | 三次町交差点                         |
| 国道375号 重複区間終点 国道433号 重複区間終点 広島県道39号三次高野線 重複区間終点           | 広島県     | 三次市     | 三次市     | 三次町                           | 巴橋東詰交差点 / 終点                |

### 交差する鉄道
- 錦川鉄道錦川清流線

### 峠
- 山口県
  - 杉ヶ峠（周南市、国道315号重複区間内）
  - 松の木峠（岩国市 - 広島県廿日市市）